# Hino ao Sumo Pontífice
O Hino ao Sumo Pontífice, é um hino ao Papa da Igreja Católica Apostólica Romana

## Letra
Viva o Papa! Deus o proteja,
O Pastor da Santa Igreja!
Em brado vivo e forte,
Ergamos um cantar
De filhos seus humildes
Que o Papa vem saudar.
Marchar, marchar, soldados,
Marchar, marchar, valentes,
Com fé e amor contentes,
Em júbilo marchar!
Viva a Igreja, Templo da fé!
Viva a Igreja e a Santa Sé!
Corremos vamos todos a benção implorar
E o nome do Pontífice cantar, cantar!
Do Papa somos súditos,
E sempre, Deus o salve!
Viva! Viva! Salve!
De Roma das colinas,
Do trono de São Pedro,
Tu, Papa, nos ensinas
O bem e amar Jesus.
Embora fervam iras,
Das serpes infernais,
Não temes as mentiras
E vence com a Cruz!